# 梨园医院
武汉梨园医院（又名华中科技大学同济医学院附属梨园医院，英文为Wuhan Liyuan Hospital），是一家集医疗、教学、科研于一体的综合医疗机构，是华中科技大学同济医学院的附属医院之一，湖北省首批三级甲等医院之一。作为教学机构时又称华中科技大学同济医学院第三临床学院。武汉梨园医院位于湖北省武汉市武昌区东湖生态风景区沿湖大道39号，1981年建立，最初是以医疗、康复、保健和科研相结合为特色的老年病医院。